# Västra Storgatan

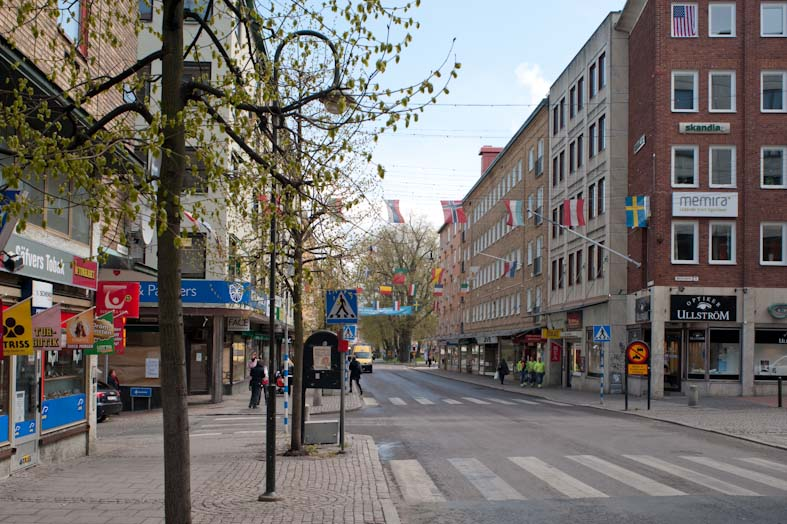
Västra Storgatan vid Barnarpsgatan, 2011

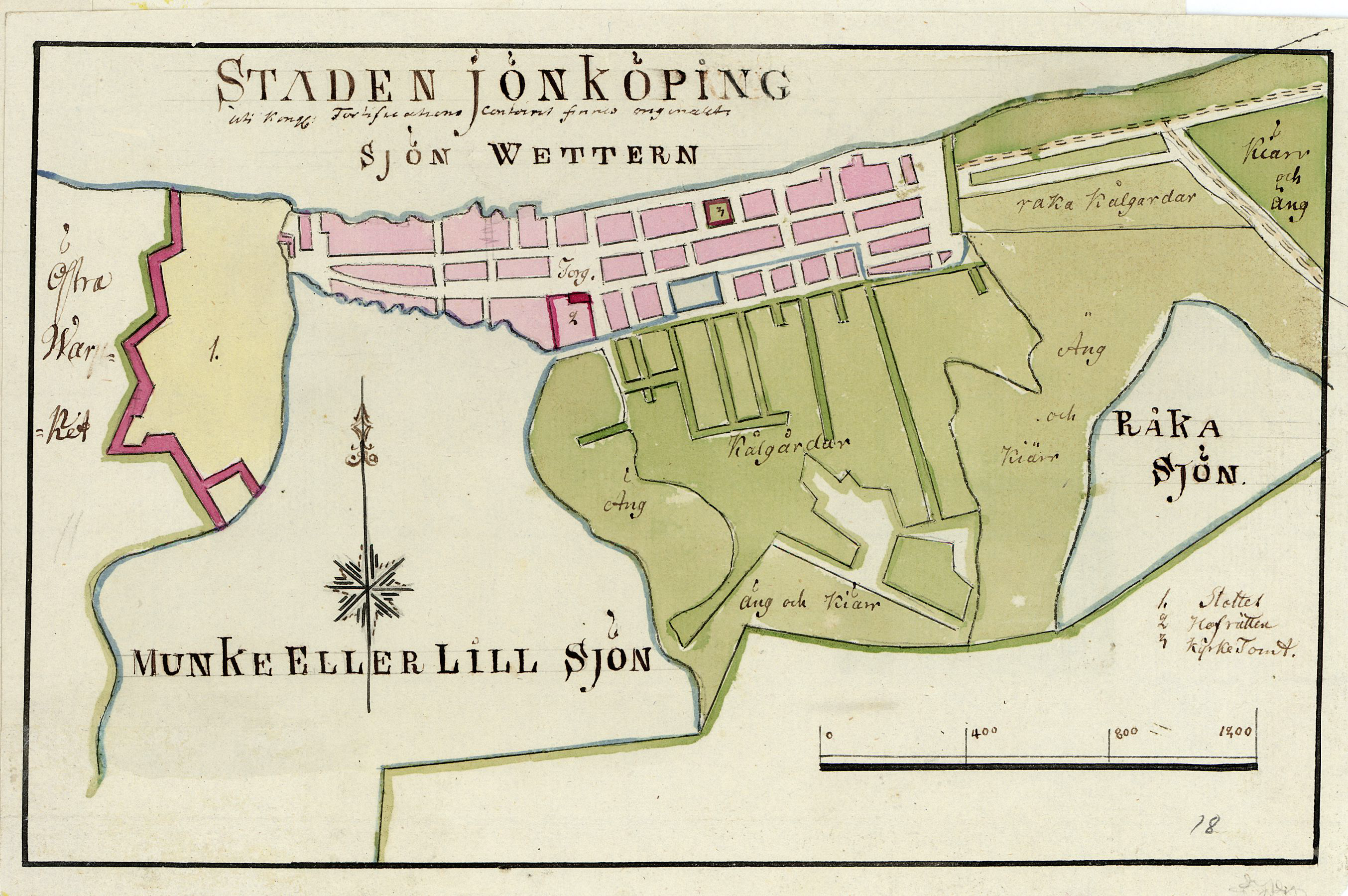
Karta från mellan 1790 och 1805 visar att staden då helt låg öster om Hamnkanalen mellan Munksjön och Vättern

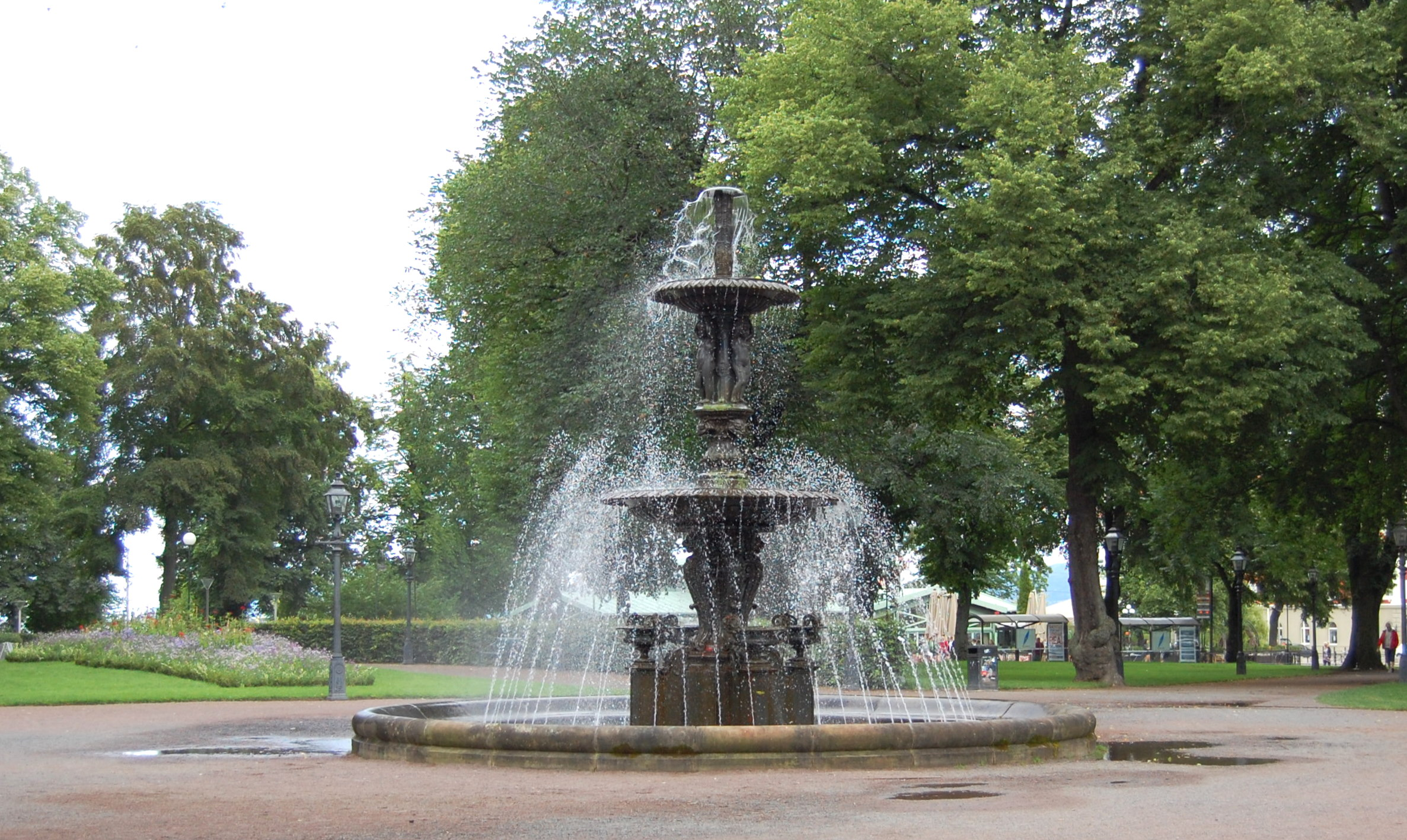
Springbrunnen i Rådhusparken från 1866 av Fredrik Wilhelm Scholander och Wilhelm Hoffman

Västra Storgatan är en gata i stadsdelen Väster i Jönköping. Den går mellan Junebäcksparken/Talavid och Hamnkanalen mellan Vättern och Munksjön. 
Jönköping grundades på 1200-talet och staden byggdes upp väster om nuvarande Hamnkanalen. Det som nu är Västra Storgatan var då den öst-västliga huvudstråket, som gick över den smala sandreveln mellan sjöarna. År 1612 brändes staden ned inför en väntad dansk belägring av Jönköpings slott. Från det medeltida gatunätet kvarstod en sträckning mellan Talavid och Trädgårdsgatan, som fanns kvar som en fägata. När staden byggdes upp igen, skedde detta öster om Hamnkanalen.
Under 1800-talets senare del tillkom åter en stadsbebyggelse på Väster, som nu kallades Förstaden, och denna tog fart efter det att befästningsanläggningarna rivits. Därmed blev Västra Storgatan, först benämnd för Stora Förborgsgatan, den ena delen av stadens huvudgata hela vägen utmed Vätterns södra strand, med en fortsättning i Östra Storgatan i stadsdelen Öster.
Mellan 1907 och 1958 trafikerade Jönköpings Spårvägar Västra Storgatan på hela dess sträcka. 

## Byggnader och platser utmed Västra Storgatan
- Talavidskolan
- Junebäcksparken
- Hospitalsgården
- Gamla lasarettet i Jönköping
- Gamla Epidemisjukhuset
- Tändsticksbolagets tidigare huvudkontor
- Tändsticksmuseet
- Juneporten
- Hotell Portalen
- Kontorhus för AB Sydsvenska Banken, Västra Storgatan 2/Parkgatan 4, ritat av August Stoltz
- Jönköpings rådhus
- Rådhusparken, Jönköping
- Järnvägsparken
- Vindbron

## Bildgalleri

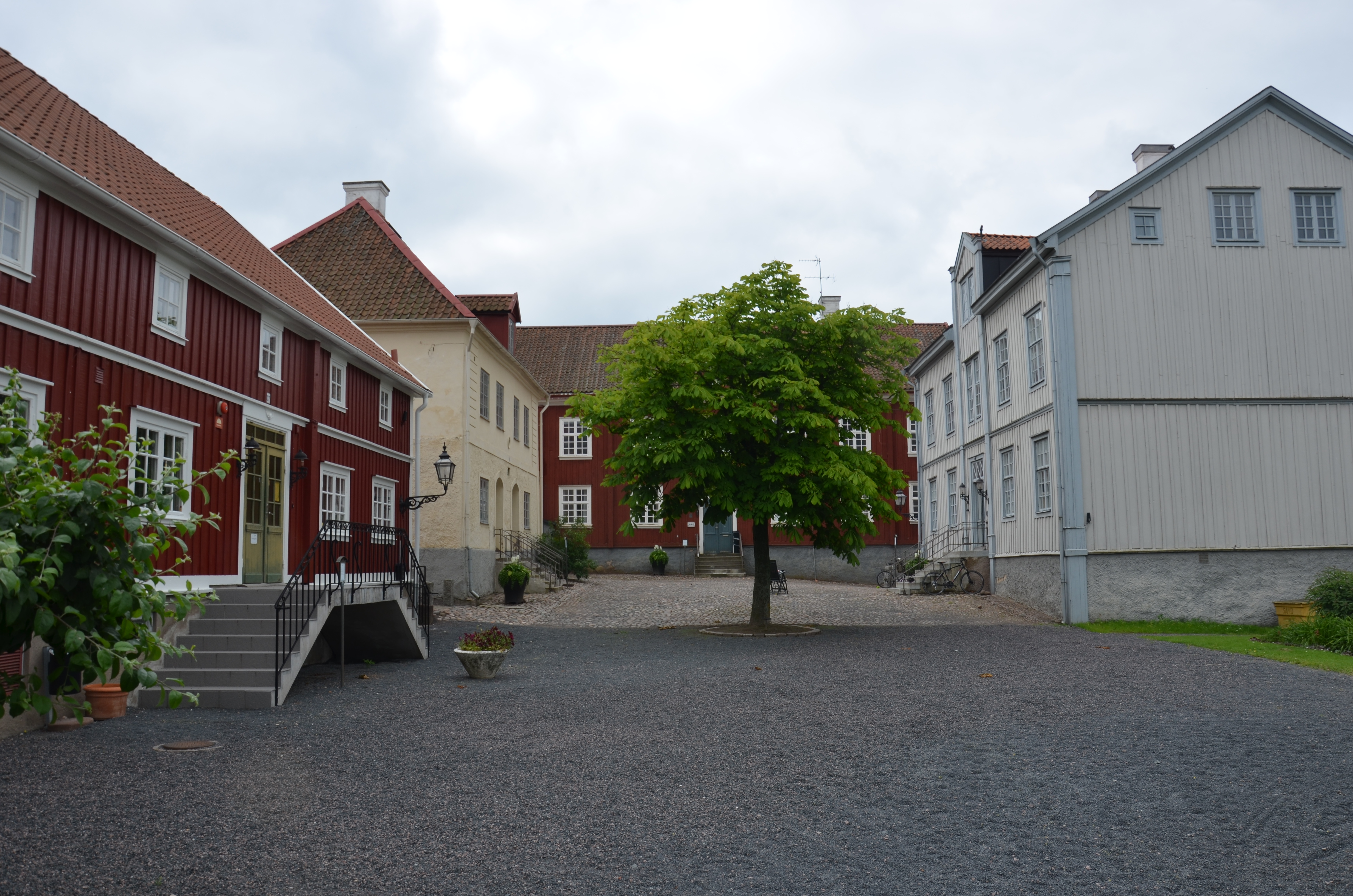
Hospitalsgården
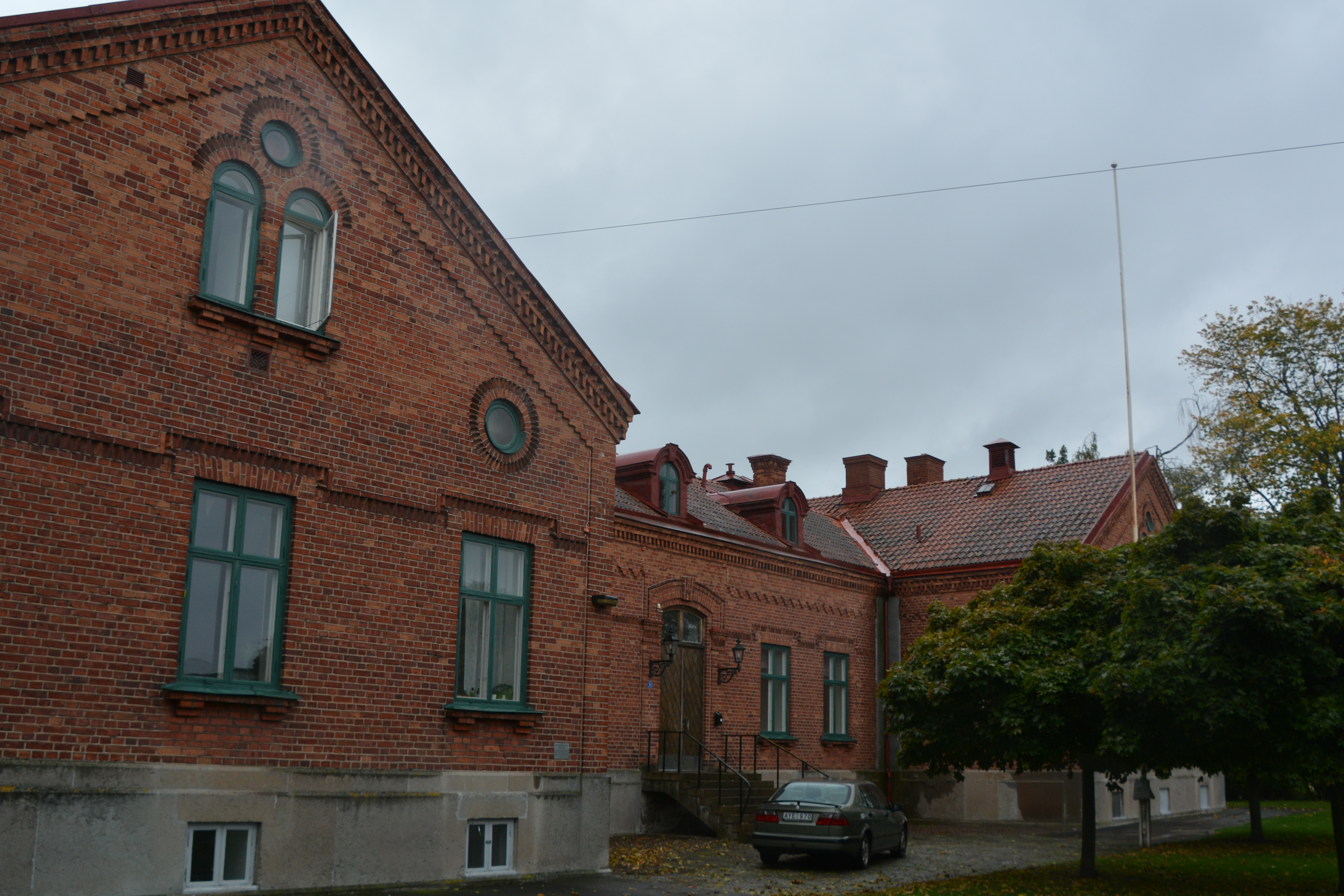
Gamla Epidemisjukhuset
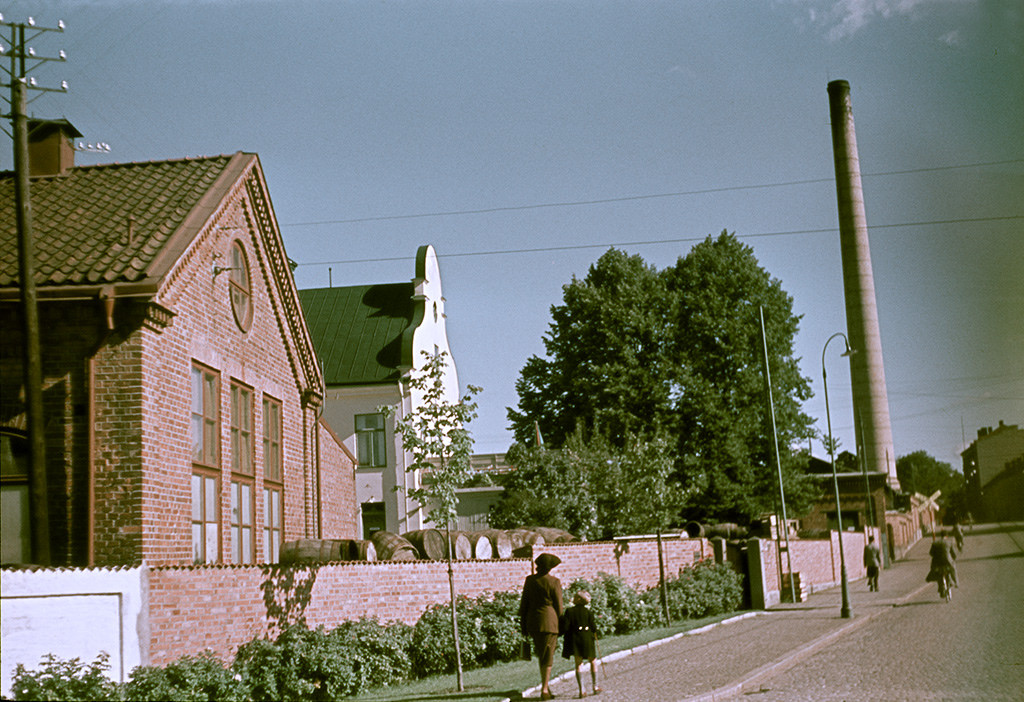
Västra Storgatan vid Jönköpings Tändsticksfabrik, 1945
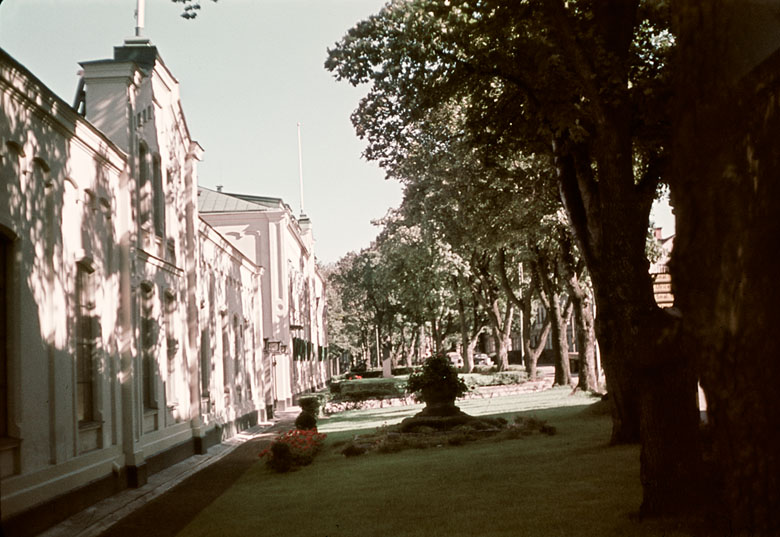
Svenska Tändsticks AB:s huvudkontor
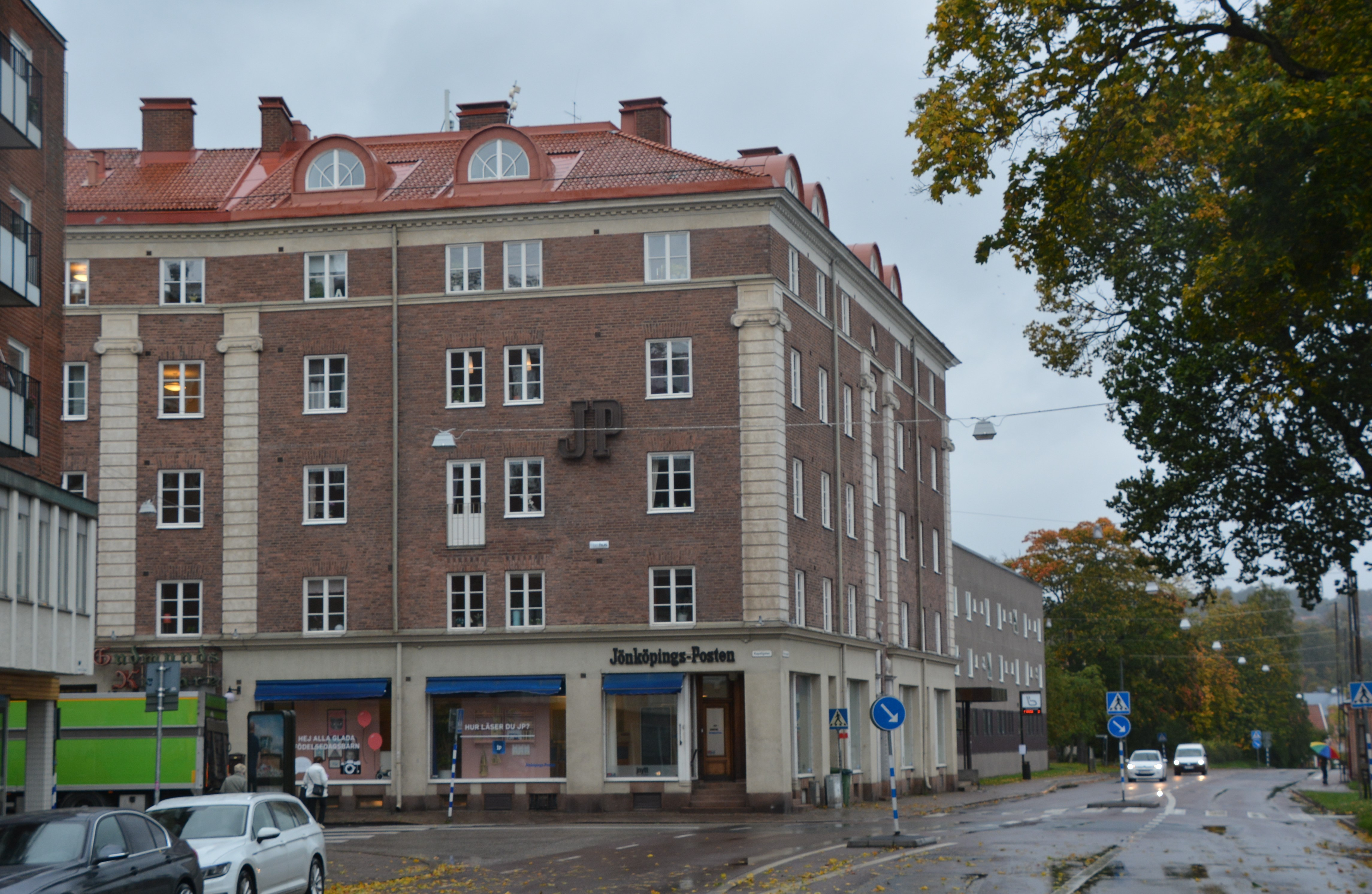
Hallpressens huvudkontor
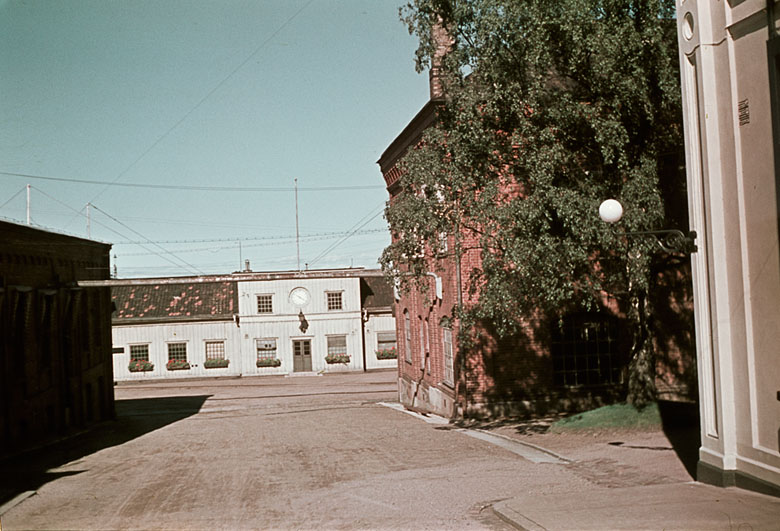
Jönköpings Tändsticksfabriks kontor, numera Tändsticksmuseet
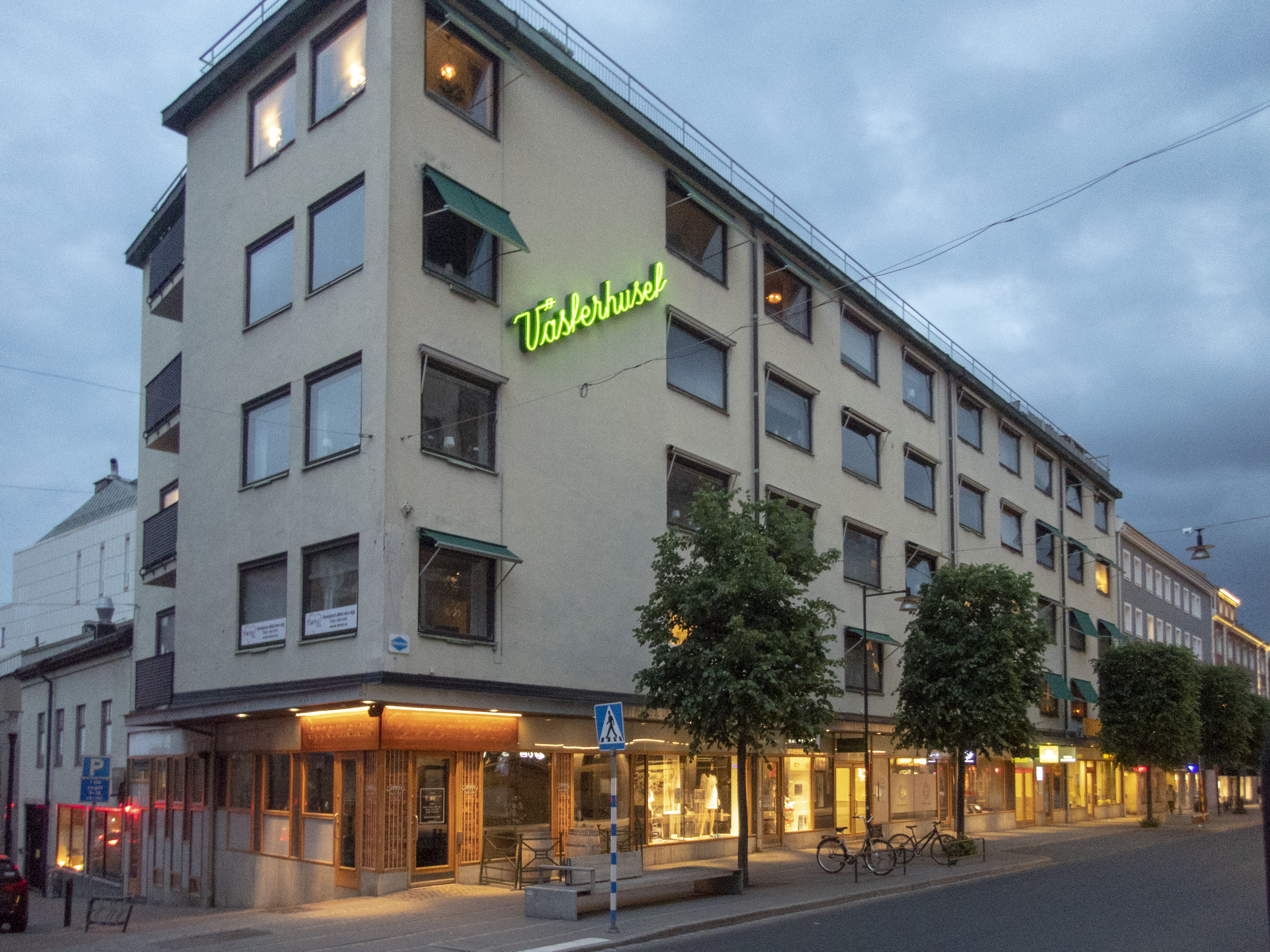
Västerhuset, Västra Storgatan 6–8
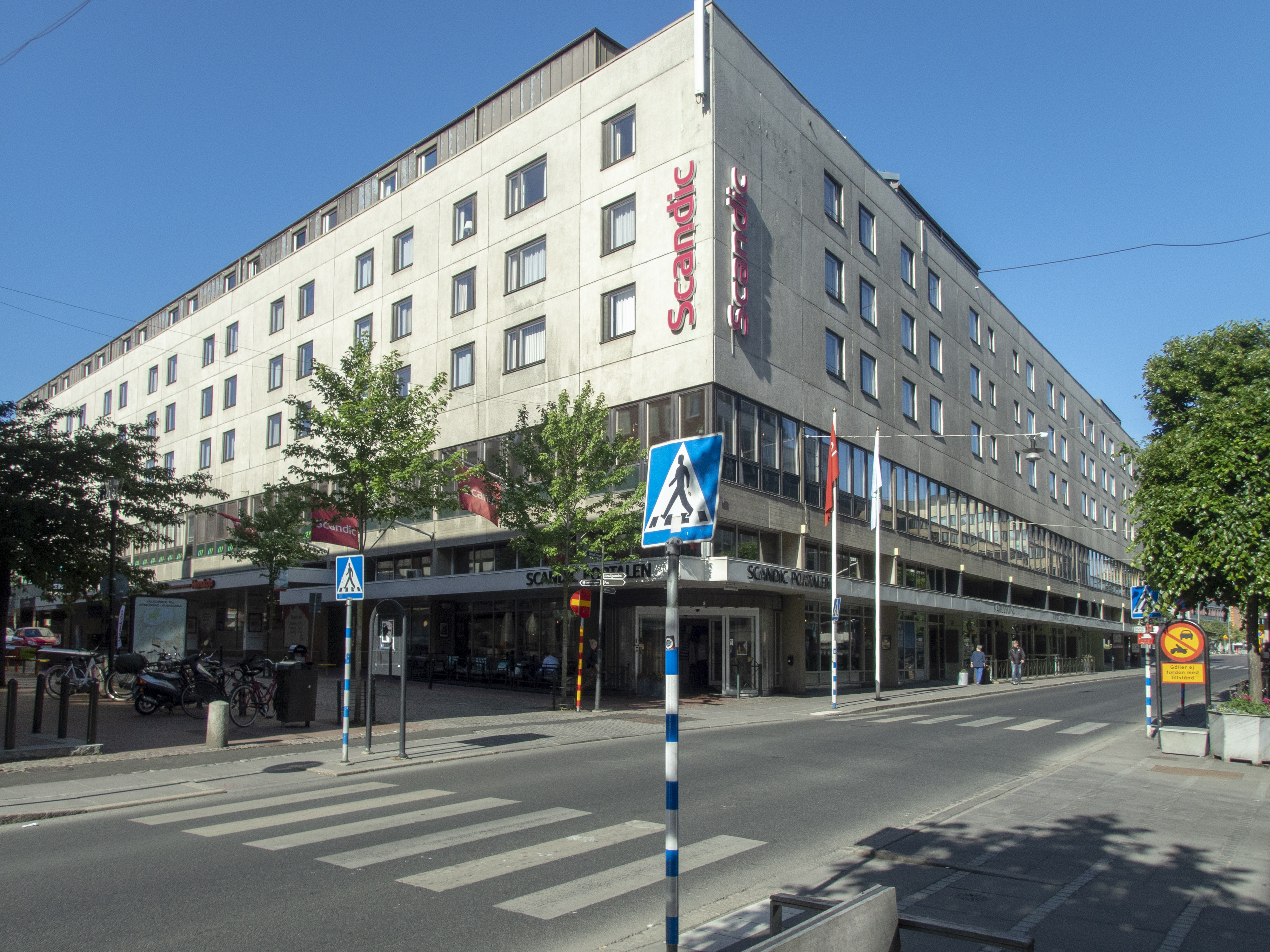
Hotell Portalen, hörnet med Barnarpsgatan
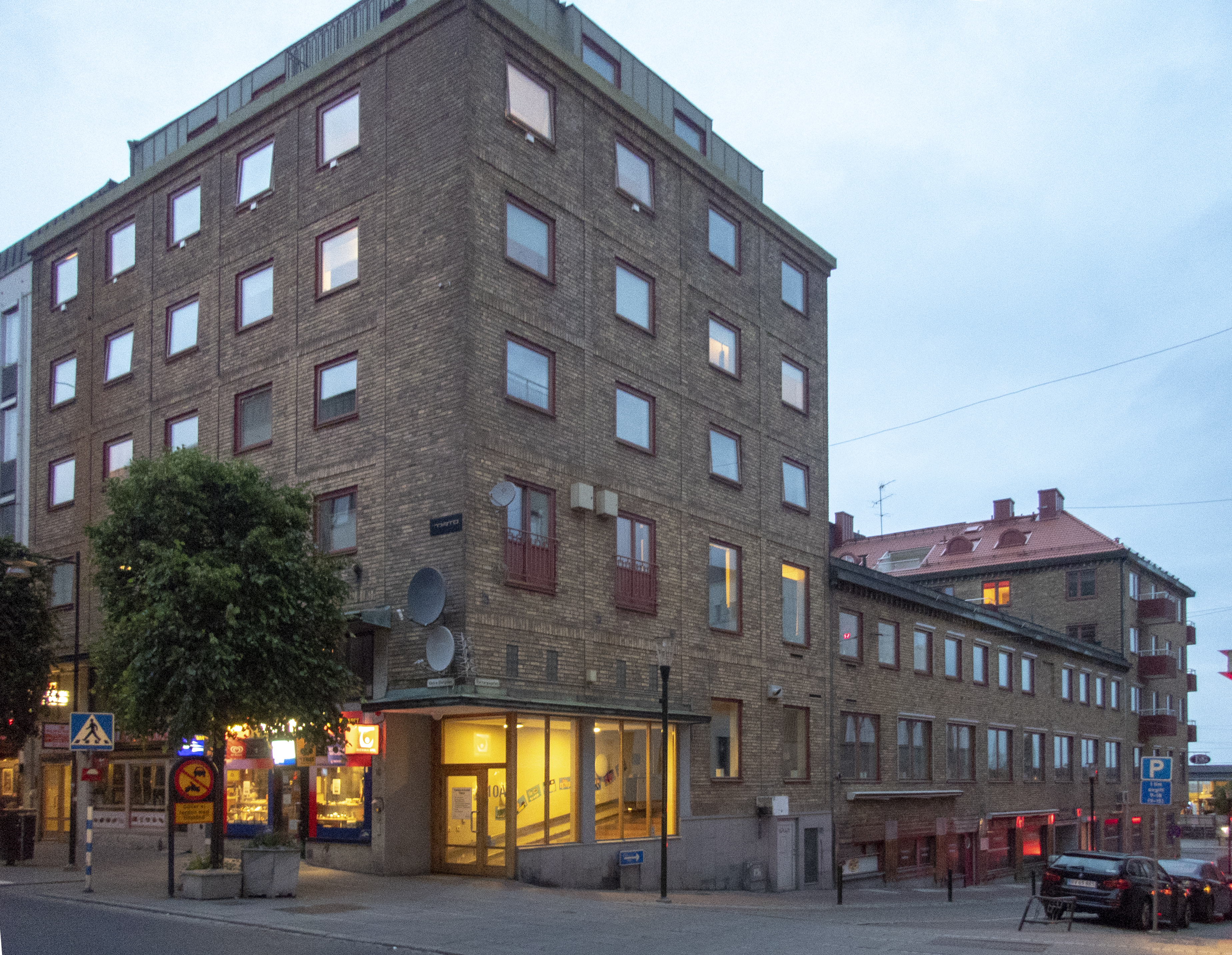
Hörnet Västra Storgatan/Barnarpsgatan, tidigare huvudpostkontor
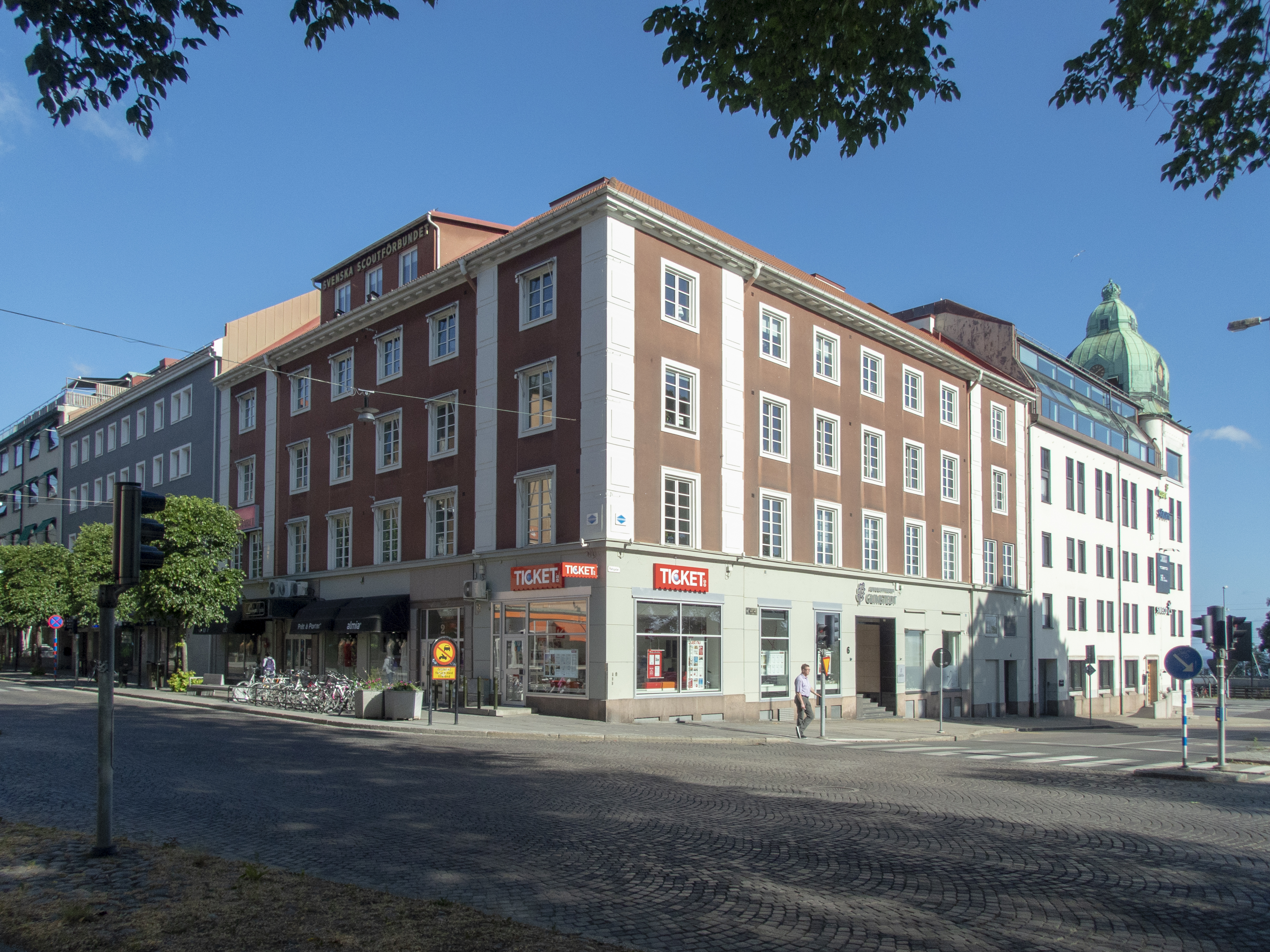
Gambrinus 4, Västra Storgatan/Parkgatan, ritad av August Stoltz, 1929
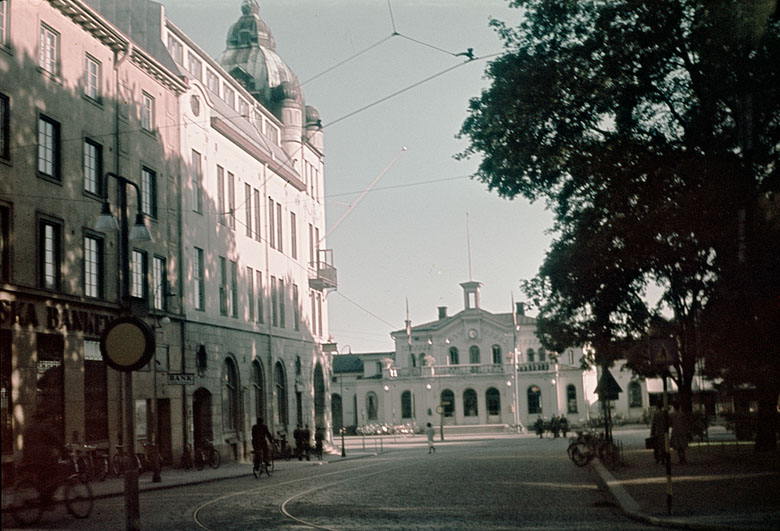
Gamla järnvägsstationen vid Hamnparken
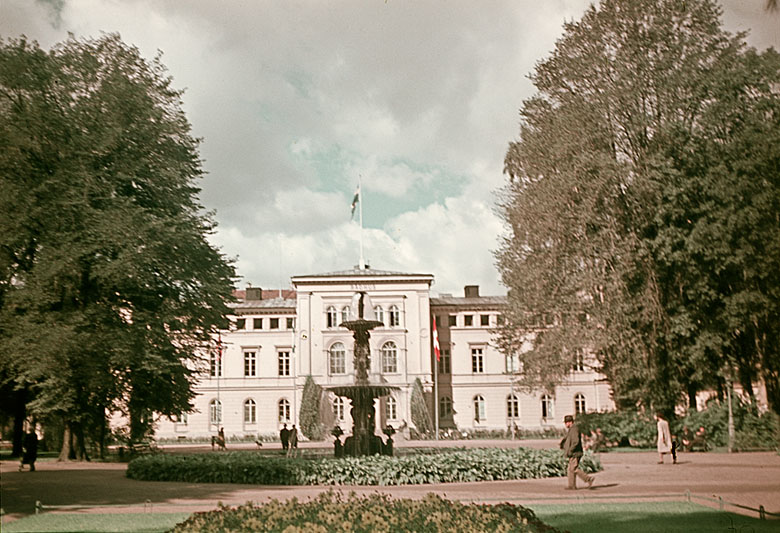
Jönköpings rådhus
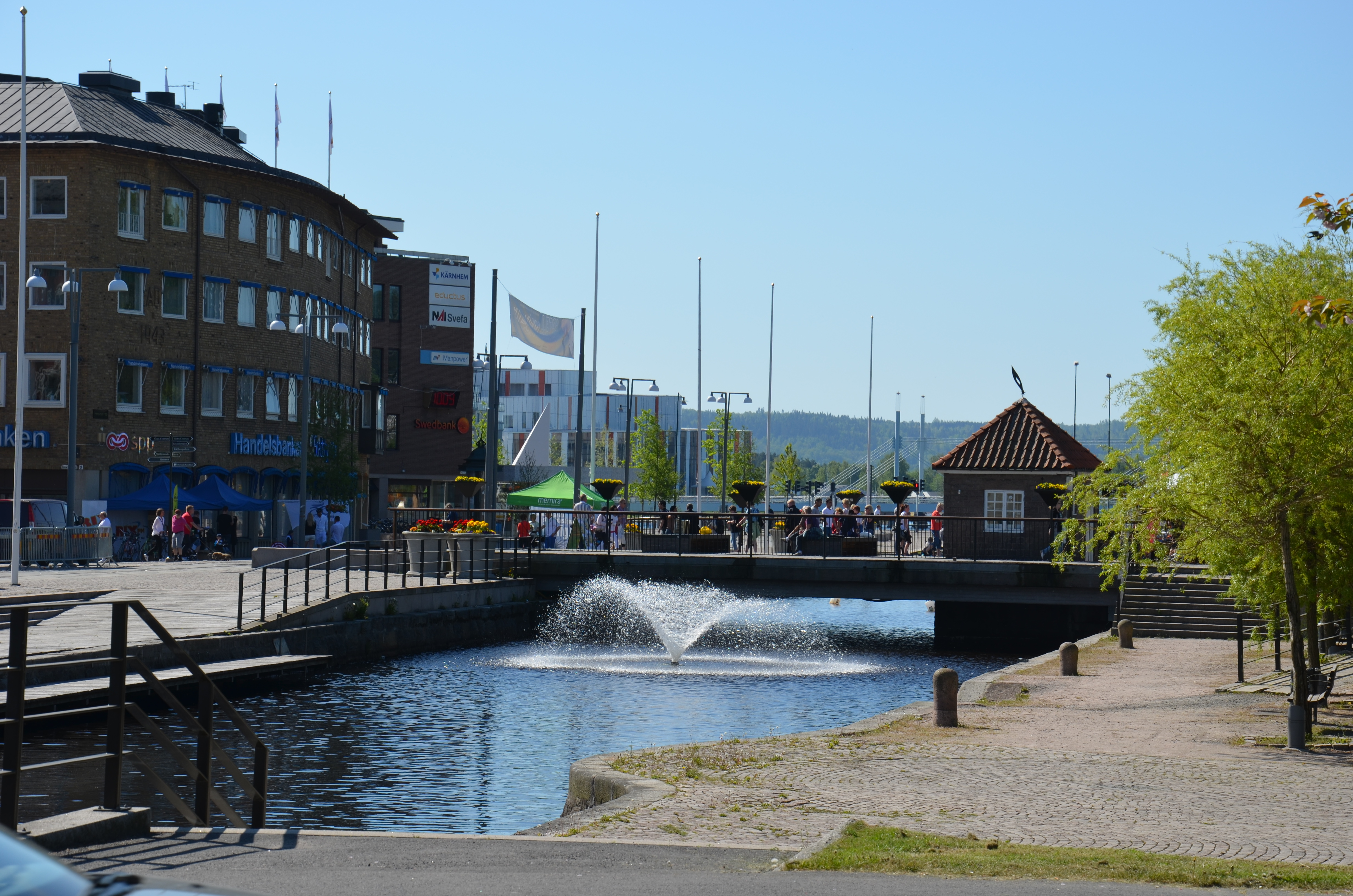
Vindbron